# Deutsche Leichtathletik-Meisterschaften 1967
Die 67. Deutschen Leichtathletik-Meisterschaften wurden vom 4. bis 6. August 1967 einschl. des Marathonlaufs im Stuttgarter Neckarstadion ausgetragen.

## Ausgelagerte Disziplinen
Wie in den Jahren zuvor wurden weitere Meisterschaftstitel an verschiedenen anderen Orten vergeben:
- Waldläufe – Weierbach, 16. April mit Einzel- / Mannschaftswertungen auf zwei Streckenlängen für die Männer (Mittel- / Langstrecke) und einer Mittelstrecke für die Frauen mit jeweils Einzel- / Mannschaftswertungen
- Langstaffeln, Frauen: 3 × 800 m / Männer: 3 × 1000 m sowie
Mehrkämpfe (Frauen: Fünfkampf) / (Männer: Fünf- und Zehnkampf) – Leverkusen, 9./10. September mit Einzel- und Mannschaftswertungen
- 50-km-Gehen (Männer) – Salzgitter, 24. September mit Einzel- und Mannschaftswertung

## Rekord
Im Fünfkampf stellte Ingrid Becker (LG Geseke) stellte mit 4953 Punkten – Wertungstabelle von 1955 – einen neuen deutschen Rekord (DR) auf.

## Medaillengewinner Männer
Die folgenden Übersichten fassen die Medaillengewinner und -gewinnerinnen zusammen. Eine ausführlichere Übersicht mit den jeweils ersten sechs in den einzelnen Disziplinen findet sich unter dem Link Deutsche Leichtathletik-Meisterschaften 1967/Resultate.
| Disziplin                                   | Gold                                                                                     | Leistung             | Silber                                                                      | Leistung              | Bronze                                                                      | Leistung              |
| ------------------------------------------- | ---------------------------------------------------------------------------------------- | -------------------- | --------------------------------------------------------------------------- | --------------------- | --------------------------------------------------------------------------- | --------------------- |
| 100 m                                       | Hartmut Wilke (TSV Bayer 04 Leverkusen)                                                  | 10,2 s00             | Gert Metz (USC Mainz)                                                       | 10,3 s00              | Jobst Hirscht (SV Polizei Hamburg)                                          | 10,3 s00              |
| 200 m                                       | Martin Jellinghaus (TSV 1860 München)                                                    | 21,2 s00             | Hans Nerlich (TSB Flensburg)                                                | 21,5 s00              | Jochen Eigenherr (TSV Bayer 04 Leverkusen)                                  | 21,5 s00              |
| 400 m                                       | Fritz Roderfeld (Rot-Weiß Oberhausen)                                                    | 46,6 s00             | Ingo Röper (USC Mainz)                                                      | 46,7 s00              | Hans Reinermann (OSV Hörde)                                                 | 46,9 s00              |
| 800 m                                       | Franz-Josef Kemper (Preußen Münster)                                                     | 1:47,5 min           | Walter Adams (SV Salamander Kornwestheim)                                   | 1:47,7 min            | Joachim von Mitschke-Collande (Hamburger SV)                                | 1:50,0 min            |
| 1500 m                                      | Bodo Tümmler (SCC Berlin)                                                                | 3:45,9 min           | Volker Panzer (TSV Unterhaching)                                            | 3:46,0 min            | Urs Lufft (KSV Hessen Kassel)                                               | 3:48,6 min            |
| 5000 m                                      | Harald Norpoth (Preußen Münster)                                                         | 14:06,8 min          | Hans Gerlach (TSV 1860 München)                                             | 14:07,8 min           | Werner Girke (VfL Wolfsburg)                                                | 14:09,2 min           |
| 10.000 m                                    | Lutz Philipp (LBV Phönix Lübeck)                                                         | 29:27,6 min          | Bernd-Dieter Hecht (Polizei SV Berlin)                                      | 29:44,8 min           | Alfons Ida (VfL Wolfsburg)                                                  | 29:50,2 min           |
| Marathon                                    | Karl-Heinz Sievers (Preussen Krefeld)                                                    | 2:23:48,4 h00        | Hubert Riesner (SCC Berlin)                                                 | 2:24:55,0 h00         | Wolfgang Fricke (SV Polizei Hamburg)                                        | 2:28:50,0 h00         |
| Marathon, Mannschaftswertung                | SV Polizei HamburgWolfgang Fricke Joachim Ließ Günter Bretag                             | 7:47:29 h000         | Preussen KrefeldKarl-Heinz Sievers Hermann Tonnemann Oswald Charnietzki     | 7:54:24 h000          | ASC DarmstadtWalter Weba Herbert Hoghoff Helmut Reitz                       | 8:01:39 h000          |
| 110 m Hürden                                | Hinrich John (Hannover 96)                                                               | 13,8 s00             | Werner Trzmiel (VfL Bochum)                                                 | 13,9 s00              | Günther Nickel (TSV Bayer 04 Leverkusen)                                    | 14,3 s00              |
| 400 m Hürden                                | Rainer Schubert (TSV 1860 München)                                                       | 51,2 s00             | Gerhard Hennige (TSV Bayer 04 Leverkusen)                                   | 52,0 s00              | Werner Reibert (TV 1847 Wetzlar)                                            | 52,1 s00              |
| 3000 m Hindernis                            | Manfred Letzerich (Eintracht Wiesbaden)                                                  | 8:38,0 min           | Klaus-Ludwig Brosius (Eintracht Duisburg)                                   | 8:41,2 min            | Willi Wagner (TV Bad Dürkheim)                                              | 8:44,4 min            |
| 4 × 100 m Staffel                           | SV Salamander KornwestheimHans-Jürgen Felsen Dieter Hübner Dieter Enderlein Peter Gamper | 40,0 s00             | SV Polizei HamburgJobst Hirscht Peters Karl-Heinz Schröder Hans-Jürgen Rahn | 40,1 s00              | TSV 1860 MünchenArmin Rosch Volker Stöckel Martin Jellinghaus Josef Schwarz | 40,4 s00              |
| 4 × 400 m Staffel                           | TSV Bayer 04 LeverkusenWolfgang Fischer Hans-Dieter Mauel Paul Wagner Gerhard Hennige    | 3:09,0 min           | Hammer SpVgW. Grabitz Waldemar Knaak Michael Grabitz Wolfgang Roters        | 3:09,6 min            | Wuppertaler SVWerner Corts Jürgen Schmidt Klaus Langele Manfred Kinder      | 3:10,2 min            |
| 3 × 1000 m Staffel                          | Preußen MünsterHeiner Lübbering Franz-Josef Kemper Harald Norpoth                        | 7:11,8 min           | Hamburger SVJürgen Schmidt Joachim von Mitschke-Collande Erk Maasch         | 7:19,4 min            | TSV Bayer 04 LeverkusenManfred Mentges Lutz Müller Herbert Ochsenbruch      | 7:21,0 min            |
| 20-km-Gehen                                 | Karl-Heinz Pape (TSV Salzgitter)                                                         | 1:34:41 h000         | Bernhard Nermerich (Eintracht Frankfurt)                                    | 1:35:10 h000          | Horst-Rüdiger Magnor (Eintracht Frankfurt)                                  | 1:37:27 h000          |
| 20-km-Gehen, Mannschaftswertung             | Eintracht FrankfurtBernhard Nermerich Horst-Rüdiger Magnor Julius Müller                 | 4:51:49 h000         | TSV SalzgitterKarl-Heinz Pape Heinz Mayr Gerhard Weidner                    | 4:52:16 h000          | Hannover 96Gerd Schuth Hans-Jürgen Paul R. Jansen                           | 5:05:03 h000          |
| 50 km Gehen                                 | Bernhard Nermerich (Eintracht Frankfurt)                                                 | 4:15:57,2 h00        | Horst-Rüdiger Magnor (Eintracht Frankfurt)                                  | 4:25:51,2 h00         | Werner Hupfeld (ACT Kassel)                                                 | 4:39:25,4 h00         |
| 50 km Gehen, Mannschaftswertung             | Eintracht FrankfurtBernhard Nermerich Horst-Rüdiger Magnor Hans Gräfe                    | 13:25:04,2 h00       | SCC BerlinVolker von Schmude Helmut Lewandowski Jörg Voswinckel             | 14:58:11,2 h00        | ACT KasselWerner Hupfeld Klaus Piwonka Peter Zenner                         | 15:23:02,2 h00        |
| Hochsprung                                  | Wolfgang Schillkowski (Hannover 96)                                                      | 2,12 m               | Ralf Drecoll (ASC Darmstadt)                                                | 2,09 m                | Hubertus Lemke (TG Mülheim)                                                 | 2,03 m                |
| Stabhochsprung                              | Klaus Lehnertz (KSV Hessen Kassel)                                                       | 5,10 m               | Heinfried Engel (SV Siemens Nürnberg)                                       | 5,00 m                | Wolfgang Pinder (SV Salamander Kornwestheim)                                | 4,70 m                |
| Weitsprung                                  | Uwe Töppner (TSV Bayer 04 Leverkusen)                                                    | 7,77 m               | Josef Schwarz (TSV 1860 München)                                            | 7,72 m                | Walter Hof (Gut Heil Lübeck 1876)                                           | 7,53 m                |
| Dreisprung                                  | Michael Sauer (USC Mainz)                                                                | 16,65 m              | Günter Krivec (USC Mainz)                                                   | 16,48 m               | Joachim Kugler (USC Mainz)                                                  | 15,81 m               |
| Kugelstoßen                                 | Heinfried Birlenbach (Sportfreunde Siegen)                                               | 18,62 m              | Traugott Glöckler (USC Heidelberg)                                          | 18,42 m               | Werner Heger (USC Heidelberg)                                               | 17,20 m               |
| Diskuswurf                                  | Hein-Direck Neu (USC Mainz)                                                              | 58,30 m              | Dirk Wippermann (ATV Düsseldorf)                                            | 56,90 m               | Jens Reimers (Rot-Weiß Oberhausen)                                          | 54,78 m               |
| Hammerwurf                                  | Uwe Beyer (Holstein Kiel)                                                                | 68,80 m              | Hans Fahsl (TSV Bayer 04 Leverkusen)                                        | 64,36 m               | Franz-Josef Woltering (VfL Wolfsburg)                                       | 62,42 m               |
| Speerwurf                                   | Hermann Salomon (USC Mainz)                                                              | 79,83 m              | Kurt Bendlin (TSV Bayer 04 Leverkusen)                                      | 79,36 m               | Hanno Struse (TSV Bayer 04 Leverkusen)                                      | 76,43 m               |
| Fünfkampf, 1965er W. 2. Zeile: 1985er Wert. | Herbert Swoboda (TV Kempten)                                                             | 3510 P (3616 P)      | Horst Kley (SV Salamander Kornwestheim)                                     | 3484 P (3588 P)       | Wolfgang Kardetzky (Polizei SV Berlin)                                      | 3417 P (3522 P)       |
| Fünfkampf, Mannschaftswertung               | Polizei SV BerlinWolfgang Kardetzky Klaus Beuschel Eckard Kaspar                         | 10.110 P             | SV Salamander KornwestheimHorst Kley Wilhelm Mack Gerhard Fichter           | 10.058P               | SV St. Georg 1895 HamburgRainer Blankenfeld Ritzel Ruß                      | 9.742 P               |
| Zehnkampf, 1965er W. 2. Zeile: 1985er Wert. | Kurt Bendlin (TSV Bayer 04 Leverkusen)                                                   | 7713 P (7524 P)      | Manfred Bock (Hamburger SV)                                                 | 7134 P (6982 P)       | Erich Klamma (TuS 04 Leverkusen)                                            | 7033 P (6847 P)       |
| Zehnkampf, Mannschaftswertung               | Hamburger SVManfred Bock Georg Stummeyer Heinz Gabriel                                   | 20.866 P             | TSV Bayer 04 LeverkusenKurt Bendlin Bernd Knut Armin Baumert                | 20.624 P              | SCC BerlinJürgen Poelke Hans-Joachim Perk Martin Latsch                     | 19.660 P              |
| Waldlauf Mittelstrecke – 2970 m             | Harald Norpoth (Preußen Münster)                                                         | 8:46,8 min           | Werner Girke (VfL Wolfsburg)                                                | 9:01,6 min            | Dieter Lange (Hamburger SV)                                                 | 9:03,2 min            |
| Waldlauf Mittelstrecke, Mannschaftswertung  | VfL WolfsburgWerner Girke Alfons Ida Lutz Krausse                                        | 16 P (Plätze 2/4/12) | Hamburger SVDieter Lange Peter Arms Joachim von Mitschke-Collande           | 27 P (Plätze 3/13/15) | Hannover 96Till Lufft Arno Krausse Schultz                                  | 33 P (Plätze 7/10/23) |
| Waldlauf Langstrecke – 9720 m               | Lutz Philipp (LBV Phönix Lübeck)                                                         | 31:37,6 min          | Hans Schweizer (VfL Waiblingen)                                             | 31:50,6 min           | Bernd-Dieter Hecht (Polizei SV Berlin)                                      | 31:51,8 min           |
| Waldlauf Langstrecke, Mannschaftswertung    | ASC DarmstadtGottfried Arnold Helmut Neumann Hans Hellbach                               | 23 P (Plätze 6/9/14) | SCC BerlinHubert Riesner Wolfgang Schmidt Klaus Addicks                     | 36 P (Plätze 5/15/31) | TSV 1860 MünchenLudwig Utschneider Hans Gerlach Siegfried Spreng            | 37 P (Plätze 4/13/35) |

## Medaillengewinnerinnen Frauen
| Disziplin                     | Gold                                                                                          | Leistung             | Silber                                                                     | Leistung              | Bronze                                                                             | Leistung              |
| ----------------------------- | --------------------------------------------------------------------------------------------- | -------------------- | -------------------------------------------------------------------------- | --------------------- | ---------------------------------------------------------------------------------- | --------------------- |
| 100 m                         | Karin Frisch (1. FV Salamander Kornwestheim)                                                  | 11,5 s00             | Hannelore Trabert geb. Swienty (OSC Berlin)                                | 11,5 s00              | Ingrid Becker (LG Geseke)                                                          | 11,6 s00              |
| 200 m                         | Hannelore Trabert geb. Swienty (OSC Berlin)                                                   | 24,0 s00             | Karin Frisch (1. FV Salamander Kornwestheim)                               | 24,2 s00              | Halina Herrmann geb. Richter (ASV Köln)                                            | 24,3 s00              |
| 400 m                         | Gisela Köpke (Meidericher SV)                                                                 | 55,5 s00             | Helga Henning (Hamburger SV)                                               | 55,5 s00              | Antje Gleichfeld geb. Braasch (LG Alstertal-Garstedt)                              | 56,0 s00              |
| 800 m                         | Karin Kessler geb. Rettmeyer (LG Alstertal-Garstedt)                                          | 2:05,9 min           | Anita Rottmüller geb. Wörner (VTV Mundenheim)                              | 2:06,8 min            | Antje Gleichfeld geb. Braasch (LG Alstertal-Garstedt)                              | 2:06,9 min            |
| 80 m Hürden                   | Inge Schell (TSV 1860 München)                                                                | 10,9 s00             | Karin Frisch (1. FV Salamander Kornwestheim)                               | 10,900                | Renate Wurl geb. Balck (LG Alstertal-Garstedt)                                     | 11,200                |
| 4 × 100 m Staffel             | OSC BerlinGabriele Großekettler Hannelore Trabert geb. Swienty Marlies Fünfstück Jutta Stöck  | 45,8 s00             | Hannover 96Renate Meyer geb. Rose Christa Elsler Richter Liesel Westermann | 46,6 s00              | TuS 04 LeverkusenInge Geurtz Elisabeth Kamphues Gerlinde Beyrichen Heide Rosendahl | 46,7 s00              |
| 3 × 800 m Staffel             | LG Alstertal-GarstedtKarin Kessler geb. Rettmeyer Irmtraut Heer Antje Gleichfeld geb. Braasch | 6:43,6 min           | VfL WolfsburgChrista Neidhardt geb. Luczak Ursula Simon Mechthild Achtel   | 6:56,2 min            | OSC WaldnielAnni Pede Margret Crisp Maria Strickling geb. Inderfurth               | 7:02,8 min            |
| Hochsprung                    | Hannelore Görtz (TSG Bad König)                                                               | 1,63 m               | Christa Kamphausen (TuS 04 Leverkusen) / Rita Kreß (BSC 1899 Offenbach)    | 1,60 m                |                                                                                    |                       |
| Weitsprung                    | Ingrid Becker (LG Geseke)                                                                     | 6,65 m               | Heide Rosendahl (TuS 04 Leverkusen)                                        | 6,31 m                | Ursula Künzel (SV Asselfingen)                                                     | 6,30 m                |
| Kugelstoßen                   | Marlene Fuchs geb. Klein (TSC Euskirchen)                                                     | 16,58 m              | Gertrud Schäfer (TuS 04 Leverkusen)                                        | 16,09 m               | Sieglinde Schaupp (SSV Ulm 1846)                                                   | 14,94 m               |
| Diskuswurf                    | Liesel Westermann (Hannover 96)                                                               | 58,92 m              | Brigitte Berendonk (USC Heidelberg)                                        | 51,83 m               | Marlene Fuchs geb. Klein (TSC Euskirchen)                                          | 50,39 m               |
| Speerwurf                     | Ameli Koloska geb. Isermeyer (VfL Wolfsburg)                                                  | 54,20 m              | Almut Brömmel (TSV 1860 München)                                           | 51,31 m               | Anneliese Gerhards geb. Jansen (TV Lobberich)                                      | 49,86 m               |
| Fünfkampf 1955er Wertung      | Ingrid Becker (LG Geseke)                                                                     | 4953 P DR            | Heide Rosendahl (TuS 04 Leverkusen)                                        | 4573 P                | Christa Kamphausen (TuS 04 Leverkusen)                                             | 4395 P                |
| Fünfkampf, Mannschaftswertung | TuS 04 LeverkusenHeide Rosendahl Christa Kamphausen Inge Geurtz                               | 13.362 P000          | Hamburger SVDorit Breul Leonore Koch geb. Tauer Monika König               | 12.107 P              | ASV BerlinSusanne Redo Brigitte Liebig Werthwein                                   | 11.747 P              |
| Waldlauf – 1120 m             | Karin Kessler geb. Rettmeyer (LG Alstertal-Garstedt)                                          | 3:30,8 min           | Antje Gleichfeld geb. Braasch (LG Alstertal-Garstedt)                      | 3:32,8 min            | Helga Henning (Hamburger SV)                                                       | 3:39,1 min            |
| Waldlauf, Mannschaftswertung  | LG Alstertal-GarstedtKarin Kessler geb. Rettmeyer Antje Gleichfeld geb. Braasch Irmtraut Heer | 13 P (Plätze 1/2/16) | VfL WolfsburgChrista Luczak Liane Winter Mechthild Achtel                  | 20 P (Plätze 6/10/12) | OSC WaldnielMaria Strickling geb. Inderfurth Anni Pede geb. Erdkamp Maluga         | 32 P (Plätze 4/17/29) |